# Saint-Étienne-Roilaye
Saint-Étienne-Roilaye és un municipi francès, situat al departament de l'Oise i a la regió dels Alts de França. L'any 2007 tenia 325 habitants.

## Demografia

### Població
El 2007 la població de fet de Saint-Étienne-Roilaye era de 325 persones. Hi havia 128 famílies de les quals 28 eren unipersonals (8 homes vivint sols i 20 dones vivint soles), 44 parelles sense fills i 56 parelles amb fills.
La població ha evolucionat segons el següent gràfic:
Habitants censats

### Habitatges
El 2007 hi havia 153 habitatges, 124 eren l'habitatge principal de la família, 19 eren segones residències i 10 estaven desocupats. 148 eren cases i 5 eren apartaments. Dels 124 habitatges principals, 111 estaven ocupats pels seus propietaris, 11 estaven llogats i ocupats pels llogaters i 2 estaven cedits a títol gratuït; 2 tenien una cambra, 3 en tenien dues, 20 en tenien tres, 35 en tenien quatre i 64 en tenien cinc o més. 97 habitatges disposaven pel capbaix d'una plaça de pàrquing. A 46 habitatges hi havia un automòbil i a 75 n'hi havia dos o més.

### Piràmide de població
La piràmide de població per edats i sexe el 2009 era:
| Homes | Edats   | Dones |
| ----- | ------- | ----- |
| 0     | 95 o +  | 0     |
| 0     | 90 a 94 | 0     |
| 4     | 85 a 89 | 4     |
| 0     | 80 a 84 | 4     |
| 4     | 75 a 79 | 4     |
| 8     | 70 a 74 | 4     |
| 4     | 65 a 69 | 4     |
| 4     | 60 a 64 | 12    |
| 0     | 55 a 59 | 0     |
| 12    | 50 a 54 | 8     |
| 20    | 45 a 49 | 12    |
| 12    | 40 a 44 | 20    |
| 8     | 35 a 39 | 8     |
| 24    | 30 a 34 | 16    |
| 4     | 25 a 29 | 20    |
| 20    | 20 a 24 | 0     |
| 8     | 15 a 19 | 12    |
| 8     | 10 a 14 | 8     |
| 24    | 5 a 9   | 0     |
| 12    | 0 a 4   | 16    |

## Economia
El 2007 la població en edat de treballar era de 227 persones, 179 eren actives i 48 eren inactives. De les 179 persones actives 170 estaven ocupades (92 homes i 78 dones) i 9 estaven aturades (5 homes i 4 dones). De les 48 persones inactives 19 estaven jubilades, 11 estaven estudiant i 18 estaven classificades com a «altres inactius».

### Ingressos
El 2009 a Saint-Étienne-Roilaye hi havia 129 unitats fiscals que integraven 346 persones, la mediana anual d'ingressos fiscals per persona era de 22.575,5 €.

### Activitats econòmiques
Dels 10 establiments que hi havia el 2007, 1 era d'una empresa extractiva, 2 d'empreses de fabricació d'altres productes industrials, 2 d'empreses de construcció, 1 d'una empresa de comerç i reparació d'automòbils, 1 d'una empresa immobiliària, 2 d'empreses de serveis i 1 d'una entitat de l'administració pública.
Dels 2 establiments de servei als particulars que hi havia el 2009, 1 era un taller de reparació d'automòbils i de material agrícola i 1 lampisteria.
L'any 2000 a Saint-Étienne-Roilaye hi havia 3 explotacions agrícoles que ocupaven un total de 555 hectàrees.

## Equipaments sanitaris i escolars
El 2009 hi havia una escola elemental integrada dins d'un grup escolar amb les comunes properes formant una escola dispersa.

## Poblacions més properes
El següent diagrama mostra les poblacions més properes.